# Australië op de Olympische Zomerspelen 1988
Australië nam deel aan de Olympische Zomerspelen 1988 in Seoel, Zuid-Korea.

## Medaillewinnaars
| Medal  | Naam | Sport       | Onderdeel                        |
| ------ | --- | ----------- | -------------------------------- |
| Goud   | Debbie Flintoff-King | Atletiek    | 400 meter horden vrouwen         |
| Goud   | Tracey Belbin Debbie Bowman Sharon Buchanan Lee Capes Michelle Capes Sally Carbon Elspeth Clement Loretta Dorman Maree Fish Rechelle Hawkes Lorraine Hillas Kathleen Partridge Jackie Pereira Sandra Pisani Kim Small Liane Tooth | Hockey      | Vrouwen                          |
| Goud   | Duncan Armstrong | Zwemmen     | 200m vrije slag mannen           |
| Zilver | Lisa Martin | Atletiek    | Marathon vrouwen                 |
| Zilver | Grahame Cheney | Boksen      | Halfweltergewicht mannen         |
| Zilver | Grant Davies | Kanovaren   | K-1 1000m mannen                 |
| Zilver | Martin Vinnicombe | Wielersport | Tijdrit mannen                   |
| Zilver | Dean Woods | Wielersport | Individuele achtervolging mannen |
| Zilver | Duncan Armstrong | Zwemmen     | 400m vrije slag mannen           |
| Brons  | Peter Foster Kelvin Graham | Kanovaren   | K-2 1000m mannen                 |
| Brons  | Liz Smylie Wendy Turnbull | Tennis      | Dubbelspel vrouwen               |
| Brons  | Gary Neiwand | Wielersport | Sprint mannen                    |
| Brons  | Brett Dutton Wayne McCarney Steve McGlede Dean Woods | Wielersport | Ploegenachtervolging mannen      |
| Brons  | Julie McDonald | Zwemmen     | 800m vrije stijl vrouwen         |

## Deelnemers en resultaten

### Atletiek
| Olympiër                                                          | Discipline            | Resultaat | Prestatie |
| ----------------------------------------------------------------- | --------------------- | --------- | --- |
| Christopher Blake                                                 | 200m (m)              | 26e       | serie 5: 2e in 21,09 kwartfinale 4: 5e in 21,08 |
| Darren Clark                                                      | 400m (m)              | 4e        | serie 7: 1e in 45,93 kwartfinale 3: 2e in 44,96 halve finale 1: 3e in 44,38 finale: 4e in 44,55 |
| Miles Murphy                                                      | 400m (m)              | 23e       | serie 1: 2e in 46,38 kwartfinale 1: 6e in 45,93 |
| Rob Stone                                                         | 400m (m)              | 25e       | serie 8: 2e in 46,52 kwartfinale 4: 8e in 46,04 |
| Pat Scammell                                                      | 1500m (m)             | 35e       | serie 2: 10e in 3.45,21 |
| Andrew Lloyd                                                      | 5000m (m)             | 24e       | serie 1: 3e in 13.47,87 halve finale 1: 12e in 13.42,49 |
| Andrew Lloyd                                                      | 10000m (m)            | DNF       | serie 1: niet gefinisht |
| Leigh Miller                                                      | 400m horden (m)       | 21e       | serie 3: 4e in 50,53 |
| Robert Ballard Darren Clark Mark Garner Leigh Miller Miles Murphy | 4x400m (m)            | 6e        | serie 1: 4e in 3.05,93 halve finale 1: 4e in 3.06,63 finale: 6e in 3.02,49 |
| Brad Camp                                                         | marathon (m)          | 41e       | 2:23.49 |
| Rob de Castella                                                   | marathon (m)          | 8e        | 2:13.07 |
| Steve Moneghetti                                                  | marathon (m)          | 5e        | 2:11.49 |
| Simon Baker                                                       | 20km snelwandelen (m) | 11e       | 1:21.47 |
| Andrew Jachno                                                     | 20km snelwandelen (m) | 8e        | 1:24.52 |
| Simon Baker                                                       | 50km snelwandelen (m) | 6e        | 3:44.07 |
| Andrew Jachno                                                     | 50km snelwandelen (m) | 19e       | 3:53.23 |
| Dave Culbert                                                      | verspringen (m)       | 20e       | kwalificatie groep A: 9e met 7,64m |
| Werner Reiterer                                                   | discuswerpen (m)      | 15e       | kwalificatie groep A: 7e met 59,78m |
| Simon Shirley                                                     | tienkamp (m)          | 15e       | 100m: 11e in 11,03 (854 punten) verspringen: 3e met 7,45m (922 punten) kogelstoten: 16e met 14,20 (741 punten) hoogspringen: 16e met 1,97m (776 punten) 400m: 13e in 48,84 (869 punten) 110m horden: 27e in 15,44 (797 punten) discuswerpen: 19e met 41,68m (699 punten) polsstokhoogspringen: 17e met 4,70m (819 punten) speerwerpen: 9e met 64,00m (798 punten) 1500m: 10e in 4.27,48 (761 punten) totaal: 8036 punten |
|                                                                   |                       |           | |
| Kerry Johnson                                                     | 100m (v)              | 24e       | serie 7: 2e in 11,44 kwartfinale 4: 6e in 11,42 |
| Kerry Johnson                                                     | 200m (v)              | 17e       | serie 7: 3e in 23,20 kwartfinale 1: 5e in 23,01 |
| Maree Holland                                                     | 200m (v)              | DNS       | serie 6: niet gestart |
| Maree Holland                                                     | 400m (v)              | 24e       | serie 5: 2e in 52,29 kwartfinale 1: 1e in 50,90 halve finale 2: 3e in 50,24 finale: 8e in 51,25 |
| Jacqueline Perkins                                                | 3000m (v)             | 242e      | serie 1: 10e in 9.01,82 |
| Jackie Perkins                                                    | 10000m (v)            | 31e       | serie 2: 14e in 33.45,22 |
| Carolyn Schuwalow                                                 | 10000m (v)            | 17e       | serie 1: 11e in 32.10,05 finale: 17e in 32.45,07 |
| Jane Flemming                                                     | 100m horden (v)       | DNF       | serie 1: 5e in 13,53 kwartfinale 1: niet gestart |
| Debbie Flintoff-King                                              | 400m horden(v)        | Goud      | serie 4: 1e in 54,99 halve finale 1: 1e in 54,00 (OR) finale: 1e in 53,17 (OR) |
| Sally Hamilton-Fleming                                            | 400m horden(v)        | 20e       | serie 5: 4e in 56,08 |
| Jenny Laurendet                                                   | 400m horden(v)        | 21e       | serie 2: 4e in 56,44 |
| Lisa Martin-Ondieki                                               | marathon (v)          | Zilver    | 2:25.53 |
| Nicole Boegman-Staines                                            | verspringen (v)       | 5e        | kwalificatie groep A: 4e met 6,72m finale: 5e met 6,73m |
| Chris Annison-Stanton                                             | hoogspringen (v)      | 7e        | kwalificatie groep B: 6e met 1,92m finale: 7e met 1,93m |
| Vanessa Browne                                                    | hoogspringen (v)      | 14e       | kwalificatie groep A: 7e met 1,90m |
| Jane Flemming                                                     | zevenkamp (v)         | 7e        | 100m horden: 6e in 13,38 (1068 punten) hoogspringen: 9e met 1,80m (978 punten) kogelstoten: 13e met 12,88m (719 punten) 200m: 4e in 23,59 (1020 punten) verspringen: 6e met 6,37m (965 punten) speerwerpen: 13e met 40,28m (673 punten) 800m: 8e in 2.12,54 (928 punten) totaal: 6351 punten |

### Basketbal
| Olympiër | Discipline | Resultaat | Prestatie |
| --- | ---------- | --------- | --- |
| Ray Borner Mark Bradtke Wayne Carroll Brad Dalton Andrew Gaze Damian Keogh Luc Longley Darryl Pearce Larry Sengstock Robert Sibley Phil Smyth Andrew Vlahov | mannen     | 4e        | groepsfase: 3e W van Puerto Rico: 81-77 V van Sovjet-Unie: 69-91 W van Centraal-Afrikaanse Republiek: 106-67 V van Joegoslavië: 78-98 W van Zuid-Korea: 95-75 kwartfinale: W van Spanje: 77-74 halve finale: V van Joegoslavië: 70-91 bronzen finale: V van Verenigde Staten: 49-78 |

| Groep A |                               |             |             |             |            |            |            |        |
| #       | Land                          | Wedstrijden | Wedstrijden | Wedstrijden | Doelpunten | Doelpunten | Doelpunten | Punten |
| #       | Land                          | G           | W           | V           | V          | T          | Saldo      | Punten |
| 1       | Joegoslavië                   | 5           | 4           | 1           | 468        | 384        | +84        | 9      |
| 2       | Sovjet-Unie                   | 5           | 4           | 1           | 460        | 393        | +67        | 9      |
| 3       | Australië                     | 5           | 3           | 2           | 429        | 408        | +21        | 8      |
| 4       | Puerto Rico                   | 5           | 3           | 2           | 382        | 387        | -5         | 8      |
| 5       | Centraal-Afrikaanse Republiek | 5           | 1           | 4           | 346        | 436        | -90        | 6      |
| 6       | Zuid-Korea                    | 5           | 0           | 5           | 384        | 461        | -77        | 5      |

| Ronde          | Datum | Plaats      | Land   | Score                         | Land |
| -------------- | ----- | ----------- | ------ | ----------------------------- | ---- |
| Groepsfase     |       |             |        |                               |      |
| 18 september   | Seoel | Australië   | 81-77  | Puerto Rico                   |      |
| 20 september   | Seoel | Australië   | 69-91  | Sovjet-Unie                   |      |
| 21 september   | Seoel | Australië   | 106-67 | Centraal-Afrikaanse Republiek |      |
| 23 september   | Seoel | Australië   | 78-98  | Joegoslavië                   |      |
| 24 september   | Seoel | Australië   | 95-75  | Zuid-Korea                    |      |
| Kwartfinale    |       |             |        |                               |      |
| 26 september   | Seoel | Spanje      | 74-77  | Australië                     |      |
| Halve finale   |       |             |        |                               |      |
| 28 september   | Seoel | Joegoslavië | 91-70  | Australië                     |      |
| Bronzen finale |       |             |        |                               |      |
| 29 september   | Seoel | Australië   | 49-78  | Verenigde Staten              |      |

### Boksen
| Olympiër       | Discipline  | Resultaat | Prestatie |
| -------------- | ----------- | --------- | --- |
| Marcus Priaulx | -54kg (m)   | 17e       | 1e ronde: vrij 2e ronde: V van THA Moolsan: 0-5 |
| Darren Hiles   | -57kg (m)   | 17e       | 1e ronde: W van TUR Celikiz: 5-0 2e ronde: V van KOR Jae-Hyuk: 2-3 |
| Grahame Cheney | -63,5kg (m) | Zilver    | 1e ronde: vrij 2e ronde: W van PAR Gonzalez 3e ronde: W van GHA Quartey: 5-0 kwartfinale: W van USA Foster: 3-2 halve finale: W van SWE Myrberg: 5-0 finale: V van URS Yanovski: 0-5 |
| Darren Obah    | -67kg (m)   | 9e        | 1e ronde: vrij 2e ronde: W van OMA al-Barwani 3e ronde: V van FRA Boudouani: 0-5 |

### Boogschieten
| Olympiër                                          | Discipline      | Resultaat | Prestatie                                                                                     |
| ------------------------------------------------- | --------------- | --------- | --------------------------------------------------------------------------------------------- |
| Christopher Blake                                 | individueel (m) | 41e       | kwalificatie: 41e met 1228 punten                                                             |
| Simon Fairweather                                 | individueel (m) | 16e       | kwalificatie: 11e met 1276 punten 2e ronde: 3e met 322 punten kwartfinale: 16e met 316 punten |
| Rodney Wagner                                     | individueel (m) | 63e       | kwalificatie: 63e met 1184 punten                                                             |
| Christopher Blake Simon Fairweather Rodney Wagner | team (m)        | 13e       | kwalificatie: 13e met 3688 punten                                                             |

### Gewichtheffen
| Olympiër           | Discipline | Resultaat | Prestatie                                                      |
| ------------------ | ---------- | --------- | -------------------------------------------------------------- |
| Gregory Hayman     | -52kg (m)  | 18e       | trekken: 18e met 92,5kg stoten: 17e met 115kg totaal: 207,5kg  |
| Paul Harrison      | -75kg (m)  | 19e       | trekken: 16e met 137,5kg stoten: 18e met 170kg totaal: 307,5kg |
| Ron Laycock        | -75kg (m)  | 17e       | trekken: 20e met 135kg stoten: 12e met 175kg totaal: 310kg     |
| Charles Garzarella | +110kg (m) | 7e        | trekken: 8e met 162,5kg stoten: 7e met 207,5kg totaal: 370kg   |

### Gymnastiek
| Olympiër         | Discipline               | Resultaat | Prestatie                           |
| Artistiek        | Artistiek                | Artistiek | Artistiek                           |
| ---------------- | ------------------------ | --------- | ----------------------------------- |
| Kenneth Meredith | vloer (m)                | 64e       | kwalificatie: 64e met 19,05 punten  |
| Kenneth Meredith | sprong (m)               | 67e       | kwalificatie: 67e met 18,90 punten  |
| Kenneth Meredith | brug (m)                 | 80e       | kwalificatie: 80e met 18,75 punten  |
| Kenneth Meredith | rekstok (m)              | 84e       | kwalificatie: 84e met 17,90 punten  |
| Kenneth Meredith | ringen (m)               | 73e       | kwalificatie: 73e met 18,80 punten  |
| Kenneth Meredith | paard voltige (m)        | 74e       | kwalificatie: 74e met 18,70 punten  |
| Kenneth Meredith | meerkamp individueel (m) | 80e       | kwalificatie: 80e met 112,10 punten |
|                  |                          |           |                                     |
| Monique Allen    | vloer (v)                | 52e       | kwalificatie: 52e met 19,075 punten |
| Monique Allen    | sprong (v)               | 51e       | kwalificatie: 51e met 19,10 punten  |
| Monique Allen    | brug (v)                 | 77e       | kwalificatie: 77e met 18,75 punten  |
| Monique Allen    | balk (v)                 | 55e       | kwalificatie: 55e met 18,975 punten |
| Monique Allen    | meerkamp individueel (v) | 65e       | kwalificatie: 65e met 75,90 punten  |
| Leanne Rycroft   | vloer (v)                | 79e       | kwalificatie: 79e met 18,70 punten  |
| Leanne Rycroft   | sprong (v)               | 79e       | kwalificatie: 79e met 18,725 punten |
| Leanne Rycroft   | brug (v)                 | 55e       | kwalificatie: 55e met 19,175 punten |
| Leanne Rycroft   | balk (v)                 | 70e       | kwalificatie: 70e met 18,75 punten  |
| Leanne Rycroft   | meerkamp individueel (v) | 75e       | kwalificatie: 75e met 75,35 punten  |

### Hockey

#### Mannen
| Olympiër | Discipline | Resultaat | Prestatie |
| --- | ---------- | --------- | --- |
| Colin Batch John Bestall Warren Birmingham Rick Charlesworth Craig Davies Andrew Deane Mark Hager Neil Hawgood Peter Noel Graham Reid Roger Smith Neil Snowden Jay Stacy David Wansbrough Ken Wark Michael York | mannen     | 4e        | groepsfase: 1e W van Kenia: 7-1 W van Argentinië: 4-0 W van Nederland: 3-2 W van Pakistan: 4-0 W van Spanje: 1-0 halve finale: V van Groot-Brittannië: 2-3 bronzen finale: V van Nederland: 1-2 |

| Groep A |            |             |             |             |             |            |            |            |        |
| #       | Land       | Wedstrijden | Wedstrijden | Wedstrijden | Wedstrijden | Doelpunten | Doelpunten | Doelpunten | Punten |
| #       | Land       | G           | W           | G           | V           | V          | T          | Saldo      | Punten |
| 1       | Australië  | 5           | 5           | 0           | 0           | 19         | 3          | +16        | 10     |
| 2       | Nederland  | 5           | 3           | 1           | 1           | 12         | 6          | +6         | 7      |
| 3       | Pakistan   | 5           | 3           | 0           | 2           | 15         | 8          | +7         | 6      |
| 4       | Argentinië | 5           | 2           | 0           | 3           | 8          | 12         | -4         | 4      |
| 5       | Spanje     | 5           | 1           | 1           | 3           | 6          | 10         | -4         | 3      |
| 6       | Kenia      | 5           | 0           | 0           | 5           | 5          | 26         | -21        | 0      |

| Ronde          | Datum | Plaats           | Land | Score      | Land |
| -------------- | ----- | ---------------- | ---- | ---------- | ---- |
| Groepsfase     |       |                  |      |            |      |
| 18 september   | Seoel | Australië        | 7-1  | Kenia      |      |
| 20 september   | Seoel | Australië        | 4-0  | Argentinië |      |
| 22 september   | Seoel | Australië        | 3-2  | Nederland  |      |
| 24 september   | Seoel | Australië        | 4-0  | Pakistan   |      |
| 26 september   | Seoel | Australië        | 1-0  | Spanje     |      |
| Halve finale   |       |                  |      |            |      |
| 28 september   | Seoel | Groot-Brittannië | 3-2  | Australië  |      |
| Bronzen finale |       |                  |      |            |      |
| 1 oktober      | Seoel | Australië        | 1-2  | Nederland  |      |

#### Vrouwen
| Olympiër | Discipline | Resultaat | Prestatie |
| --- | ---------- | --------- | --- |
| Tracey Belbin Debbie Bowman Sharon Buchanan Lee Capes Michelle Capes Sally Carbon Elspeth Clement Loretta Dorman Maree Fish Rechelle Hawkes Lorraine Hillas Kathleen Partridge Jackie Pereira Sandra Pisani Kim Small Liane Tooth | vrouwen    | Goud      | groepsfase: 2e G tegen Canada: 1-1 W van Bondsrepubliek Duitsland: 1-0 G tegen Zuid-Korea: 5-5 halve finale: W van Nederland: 3-2 finale: W van Zuid-Korea: 2-0 |

| Groep A |                          |             |             |             |             |            |            |            |        |
| #       | Land                     | Wedstrijden | Wedstrijden | Wedstrijden | Wedstrijden | Doelpunten | Doelpunten | Doelpunten | Punten |
| #       | Land                     | G           | W           | G           | V           | V          | T          | Saldo      | Punten |
| 1       | Zuid-Korea               | 3           | 2           | 1           | 0           | 12         | 7          | +5         | 5      |
| 2       | Australië                | 3           | 1           | 2           | 0           | 7          | 6          | +1         | 4      |
| 3       | Bondsrepubliek Duitsland | 3           | 1           | 0           | 2           | 3          | 6          | -3         | 2      |
| 4       | Canada                   | 3           | 0           | 1           | 2           | 3          | 6          | -3         | 1      |

| Ronde        | Datum | Plaats    | Land | Score                    | Land |
| ------------ | ----- | --------- | ---- | ------------------------ | ---- |
| Groepsfase   |       |           |      |                          |      |
| 21 september | Seoel | Australië | 1-1  | Canada                   |      |
| 23 september | Seoel | Australië | 1-0  | Bondsrepubliek Duitsland |      |
| 25 september | Seoel | Australië | 5-5  | Zuid-Korea               |      |
| Halve finale |       |           |      |                          |      |
| 27 september | Seoel | Nederland | 2-3  | Australië                |      |
| Finale       |       |           |      |                          |      |
| 30 september | Seoel | Australië | 2-0  | Zuid-Korea               |      |

### Judo
| Olympiër      | Discipline | Resultaat | Prestatie |
| ------------- | ---------- | --------- | --------- |
| Warren Rosser | -65kg (m)  | 20e       |           |
| Stewart Brain | -71kg (m)  | 11e       |           |
| Luis Val      | -78kg (m)  | 20e       |           |

### Kanovaren
| Olympiër                                          | Discipline    | Resultaat | Prestatie                                                                                              |
| ------------------------------------------------- | ------------- | --------- | --- |
| Martin Hunter                                     | K-1 500m (m)  | 7e        | serie 1: 5e in 1.46,35 herkansingen: 1e in 1.45,10 halve finale 3: 2e in 1.43,36 finale: 7e in 1.47,66 |
| Grant Davies                                      | K-1 1000m (m) | Zilver    | serie 2: 3e in 3.43,52 halve finale 3: 3e in 3.42,66 finale: 2e in 3.55,28                             |
| Peter Foster Kelvin Graham                        | K-2 500m (m)  | 10e       | serie 3: 5e in 1.34,73 herkansingen: 1e in 1.37,28 halve finale 3: 4e in 1.35,97                       |
| Peter Foster Kelvin Graham                        | K-2 1000m (m) | Brons     | serie 3: 2e in 3.25,66 halve finale 1: 2e in 3.26,87 finale: 3e in 3.33,67                             |
| Paul Gilmour Grant Kenny Bryan Thomas Steven Wood | K-4 1000m (m) | 4e        | serie 2: 3e in 3.10,32 halve finale 3: 2e in 3.08,52 finale: 4e in 3.03,70                             |

### Moderne vijfkamp
| Olympiër    | Discipline | Resultaat | Prestatie                      |
| ----------- | ---------- | --------- | ------------------------------ |
| Alex Watson | mannen     | DSQ       | paardrijden: gediskwalificeerd |

### Paardensport
| Olympiër                                                | Discipline  | Resultaat | Prestatie |
| Dressuur                                                | Dressuur    | Dressuur  | Dressuur |
| ------------------------------------------------------- | ----------- | --------- | --- |
| Erica Taylor                                            | individueel | 34e       | kwalificatie: 34e met 1245 punten |
| Eventing                                                |             |           | |
| David Green                                             | individueel | 24e       | dressuur: 11e met 56 strafpunten crosscountry: 30e met 136 strafpunten springconcours: 1e met 0 strafpunten totaal: 24e met 192 strafpunten            |
| Andrew Hoy                                              | individueel | 8e        | dressuur: 13e met 57 strafpunten crosscountry: 9e met 32 strafpunten springconcours: 1e met 0 strafpunten totaal: 8e met 89 strafpunten                |
| Scott Keach                                             | individueel | 23e       | dressuur: 26e met 67,60 strafpunten crosscountry: 28e met 104 strafpunten springconcours: 11e met 5 strafpunten totaal: 23e met 176,60 strafpunten     |
| Barry Roycroft                                          | individueel | 25e       | dressuur: 42e met 85,40 strafpunten crosscountry: 27e met 100,40 strafpunten springconcours: 22e met 10 strafpunten totaal: 25e met 195,80 strafpunten |
| David Green Andrew Hoy Scott Keach Barry Roycroft       | team        | 24e       | dressuur: 6e met 180,60 strafpunten crosscountry: 6e met 236,40 strafpunten springconcours: 1e met 5 strafpunten totaal: 5e met 457,60 strafpunten     |
| Springconcours                                          |             |           | |
| Rodney Brown                                            | individueel | 29e       | kwalificatie: 25e met 100,50 punten finale ronde 1: 29e met 13,50 strafpunten                                                                          |
| Gregory McDermott                                       | individueel | DNF       | niet gefinisht |
| Jeff McVean                                             | individueel | 53e       | kwalificatie: 53e met 45,00 punten |
| George Sanna                                            | individueel | 28e       | kwalificatie: 32e met 86,00 punten finale ronde 1: 28e met 13,25 strafpunten                                                                           |
| Rodney Brown Gregory McDermott Jeff McVean George Sanna | team        | 10e       | 1e ronde: 11e met 44,25 strafpunten 2e ronde: 8e met 33,25 strafpunten                                                                                 |

### Roeien
| Olympiër | Discipline      | Resultaat | Prestatie                                                                  |
| --- | --------------- | --------- | -------------------------------------------------------------------------- |
| Hamish McGlashan | skiff (m)       | 4e        | serie 2: 1e in 7.25,26 halve finale 2: 2e in 6.59,70 finale: 4e in 7.27,43 |
| Malcolm Batten Sam Patten                                                                                            | twee-zonder (m) | 13e       | serie 2: 4e in 6.46,79 herkansingen: 4e in 7.06,17                         |
| Peter Antonie Richard Powell Paul Reedy Brenton Terrell                                                              | dubbel-vier (m) | 5e        | serie 1: 2e in 5.50,47 halve finale 2: 3e in 5.55,41 finale: 5e in 5.59,15 |
| Dale Caterson Andrew Cooper Mark Doyle Steve Evans James Galloway Mike McKay Hamish McLachlan Ion Popa James Tomkins | acht (m)        | 5e        | serie 1: 2e in 5.33,94 herkansingen: 2e in 5.37,75 finale: 5e in 5.53,73   |

### Schermen
| Olympiër        | Discipline | Resultaat | Prestatie                                          |
| --------------- | ---------- | --------- | -------------------------------------------------- |
| Robert Davidson | degen (m)  | 54e       | 1e ronde groep D: 4e (2-2) kwartfinale 7: 5e (0-4) |
| Robert Davidson | floret (m) | 44e       | 1e ronde groep F: 4e (3-2) kwartfinale 4: 6e (1-4) |
|                 |            |           |                                                    |
| Andrea Chaplin  | floret (v) | 42e       | 1e ronde groep B: 5e (0-4)                         |

### Schietsport
| Olympiër        | Discipline                 | Resultaat | Prestatie                                                |
| --------------- | -------------------------- | --------- | -------------------------------------------------------- |
| Wolfgang Jobst  | 10m luchtgeweer (m)        | 42e       | kwalificatie: 42e met 574 punten (94-96-94-97-95-98)     |
| Donald Brook    | 50m geweer 3 houdingen (m) | 40e       | kwalificatie: 40e met 1154 punten (397-372-385)          |
| Alan Smith      | 50m geweer 3 houdingen (m) | 46e       | kwalificatie: 46e met 1143 punten (397-373-373)          |
| Donald Brook    | 50m geweer liggend (m)     | 41e       | kwalificatie: 41e met 590 punten (97-97-98-99-100-99)    |
| Alan Smith      | 50m geweer liggend (m)     | 11e       | kwalificatie: 11e met 596 punten (99-100-100-100-100-97) |
| Phillip Adams   | 50m pistool (m)            | 19e       | kwalificatie: 19e met 555 punten (94-86-96-94-92-93)     |
| Bengt Sandstrom | 50m pistool (m)            | 23e       | kwalificatie: 23e met 554 punten (93-94-88-91-95-93)     |
| Phillip Adams   | 10m pistool (m)            | 15e       | kwalificatie: 15e met 578 punten (96-96-97-96-96-97)     |
| Bengt Sandstrom | 10m pistool (m)            | 37e       | kwalificatie: 37e met 568 punten (98-93-92-96-93-96)     |
| Bryan Wilson    | lopend doel (m)            | 22e       | kwalificatie: 22e met 573 punten (291-282)               |
|                 |                            |           |                                                          |
| Alison Feast    | 10m luchtgeweer (v)        | 22e       | kwalificatie: 22e met 387 punten (95-95-93-90)           |
| Alison Feast    | 50m geweer 3 houdingen (v) | 28e       | kwalificatie: 28e met 570 punten (195-184-181)           |
| Valerie Winter  | 25m pistool (v)            | 30e       | kwalificatie: 30e met 573 punten (284-289)               |
| Valerie Winter  | 10m luchtpistool (v)       | 28e       | kwalificatie: 25e met 373 punten 7                       |
|                 |                            |           |                                                          |
| Domingo Diaz    | trap                       | 19e       | kwalificatie: 37e met 139 punten                         |
| Russell Mark    | trap                       | 15e       | kwalificatie: 15e met 144 punten                         |
| John Maxwell    | trap                       | 12e       | kwalificatie: 12e met 145 punten                         |
| Domingo Diaz    | skeet                      | 44e       | kwalificatie: 44e met 140 punten                         |

### Schoonspringen
| Olympiër        | Discipline    | Resultaat | Prestatie                                                         |
| --------------- | ------------- | --------- | ----------------------------------------------------------------- |
| Graeme Banks    | 3m plank (m)  | 23e       | kwalificatie: 23e met 499,41 punten                               |
| Russell Butler  | 3m plank (m)  | 28e       | kwalificatie: 28e met 470,19 punten                               |
| Graeme Banks    | 10m toren (m) | 19e       | kwalificatie: 19e met 462,87 punten                               |
| Craig Rogerson  | 10m toren (m) | 18e       | kwalificatie: 18e met 469,47 punten                               |
|                 |               |           |                                                                   |
| Jennifer Donnet | 3m plank (v)  | 10e       | kwalificatie: 11e met 433,17 punten finale: 10e met 432,81 punten |
| Jennifer Donnet | 10m toren (v) | 10e       | kwalificatie: 14e met 339,96 punten                               |

### Synchroonzwemmen
| Olympiër                    | Discipline | Resultaat | Prestatie                            |
| --------------------------- | ---------- | --------- | ------------------------------------ |
| Lisa Lieschke               | solo       | 16e       | kwalificatie: 16e met 165,63 punten  |
| Lisa Lieschke Semon Rohloff | duet       | 13e       | kwalificatie: 13e met 166,042 punten |

### Tafeltennis
| Olympiër                   | Discipline     | Resultaat | Prestatie |
| -------------------------- | -------------- | --------- | --- |
| Gary Haberl                | enkelspel (m)  | 41e       | groep D: 6e V van POL Grubba: 1-3 V van YUG Primorac: 0-3 V van FRG Roßkopf: 1-3 V van JPN Miyazaki: 0-3 V van NGR Musa: 1-3 W van IND Ghorpade: 3-2 W van VEN Lopez: 3-0                                                          |
|                            |                |           | |
| Nadia Bisiach              | enkelspel (v)  | 33e       | groep C: 5e V van CHN Jing: 0-3 V van URS Popova: 0-3 V van JPN Uchiyama: 0-3 V van USA Bhusan: 0-3 W van TUN Ben Aïssa: 3-0 |
| Kerri Tepper               | enkelspel (v)  | 25e       | groep D: 4e V van CHN Huifen: 0-3 V van HKG Ka Sha: 0-3 V van JPN Ishida: 1-3 W van MAS Wai Cheng: 3-0 W van GHA Offel: 3-1 |
| Nadia Bisiach Kerri Tepper | dubbelspel (v) | 15e       | groep A: 8e V van KOR Young-Ja/Jung-Hwa: 0-2 V van URS Boulatova/Kovtoun: 0-2 V van YUG Fazlić/Perkučin: 0-2 V van HUN Bátorfi/Urban: 1-2 V van TPE Hsiu-Yu/Li-ju: 0-2 W van HKG Ka Sha/So Hung: 2-1 V van NGR Owolabi/Akanmu: 0-2 |

### Tennis
| Olympiër                      | Discipline     | Resultaat | Prestatie |
| ----------------------------- | -------------- | --------- | --- |
| Darren Cahill                 | enkelspel (m)  | 17e       | 1e ronde: W van AUT Antonitsch: 6-4, 6-2, 6-7(2), 6-2 2e ronde: V van USA Seguso: 3-6, 6-7(3), 7-6(8), 2-6                                                                     |
| John Fitzgerald               | enkelspel (m)  | 33e       | 1e ronde: V van CAN Connell: 4-6, 6-4, 2-6, 2-6 |
| Wally Masur                   | enkelspel (m)  | 17e       | 1e ronde: W van BRA Mattar: 6-4, 6-4, 4-6, 6-7(7), 6-4 2e ronde: V van FRG Steeb: 3-6, 7-5, 3-6, 6-1, 5-7                                                                      |
| Darren Cahill John Fitzgerald | dubbelspel (m) | 5e        | 1e ronde: W van GRE Bavelas/Kalovelonis: 6-2, 4-6, 6-1, 6-1 2e ronde: W van NZL Derlin/Evernden: 6-7(6), 6-4, 6-2, 3-6, 6-1 kwartfinale: V van SWE Edberg/Järrd: 3-6, 4-6, 3-6 |
|                               |                |           | |
| Anne Minter                   | enkelspel (v)  | 17e       | 1e ronde: W van MEX Escobedo: 6-1, 6-3 2e ronde: V van URS Zverava: 4-6, 6-3, 1-6                                                                                              |
| Liz Smylie                    | enkelspel (v)  | 33e       | 1e ronde: V van ITA Reggi: 6-7(3), 0-6 |
| Wendy Turnbull                | enkelspel (v)  | 17e       | 1e ronde: W van GBR Wood: 6-1, 6-3 2e ronde: V van DEN Larsen: 4-6, 3-6 |
| Liz Smylie Wendy Turnbull     | dubbelspel (v) | Brons     | 1e ronde: W van BUL K Maleeva/M Maleeva: 6-2, 3-6, 6-0 kwartfinale: W van URS Neiland/Zverava: 6-3, 6-2 halve finale: V van USA Garrison/Shriver: 6-7(4), 4-6                  |

### Voetbal
| Olympiër | Discipline | Resultaat | Prestatie |
| --- | ---------- | --------- | --- |
| Graham Arnold Vlado Bozinoski Oscar Crino Alan Davidson Robbie Dunn Frank Farina Michael Gibson Alan Hunter Graham Jennings John Kosmina Andrew Koczka David Mitchell Scott Ollerenshaw Jeff Olver Mike Petersen Robbie Slater Alex Tobin Gary van Egmond Paul Wade Charles Yankos | mannen     | 7e        | groepsfase: 2e W van Joegoslavië: 1-0 V van Brazilië: 0-3 W van Nigeria: 1-0 kwartfinale: V van Sovjet-Unie: 0-3 |

| Groep D |             |             |             |             |             |            |            |            |        |
| #       | Land        | Wedstrijden | Wedstrijden | Wedstrijden | Wedstrijden | Doelpunten | Doelpunten | Doelpunten | Punten |
| #       | Land        | G           | W           | G           | V           | V          | T          | Saldo      | Punten |
| 1       | Brazilië    | 5           | 3           | 0           | 0           | 9          | 1          | +8         | 6      |
| 2       | Australië   | 5           | 2           | 0           | 1           | 2          | 3          | -1         | 4      |
| 3       | Joegoslavië | 5           | 1           | 0           | 2           | 4          | 4          | 0          | 2      |
| 4       | Nigeria     | 5           | 0           | 0           | 3           | 1          | 8          | -7         | 0      |

| Ronde        | Datum | Plaats      | Land | Score       | Land |
| ------------ | ----- | ----------- | ---- | ----------- | ---- |
| Groepsfase   |       |             |      |             |      |
| 18 september | Seoel | Australië   | 1-0  | Joegoslavië |      |
| 20 september | Seoel | Australië   | 0-3  | Brazilië    |      |
| 22 september | Seoel | Australië   | 1-0  | Nigeria     |      |
| Kwartfinale  |       |             |      |             |      |
| 25 september | Seoel | Sovjet-Unie | 3-0  | Australië   |      |

### Waterpolo
| Olympiër | Discipline | Resultaat | Prestatie |
| --- | ---------- | --------- | --- |
| Simon Asher Donald Cameron Geoffrey Clark John Fox Christopher Harrison Andrew Kerr Raymond Mayers Richard Pengelley Troy Stockwell Andrew Taylor Glenn Townsend Andrew Wightman Christopher Wybrow | mannen     | 8e        | groepsfase: 4e V van Bondsrepubliek Duitsland: 11-13 V van Sovjet-Unie: 4-11 V van Italië: 5-7 W van Frankrijk: 7-6 W van Zuid-Korea: 13-2 groep 5-8e plek: 4e W van Spanje: 8-7 V van Hongarije: 5-13 |

| Groep A |                          |             |             |             |             |        |        |        |        |
| #       | Land                     | Wedstrijden | Wedstrijden | Wedstrijden | Wedstrijden | Punten | Punten | Punten | Punten |
| #       | Land                     | G           | W           | G           | V           | V      | T      | Saldo  | Punten |
| 1       | Bondsrepubliek Duitsland | 5           | 5           | 0           | 0           | 60     | 37     | +23    | 10     |
| 2       | Sovjet-Unie              | 5           | 3           | 1           | 1           | 63     | 30     | +33    | 7      |
| 3       | Italië                   | 5           | 3           | 1           | 1           | 48     | 33     | +15    | 7      |
| 4       | Australië                | 5           | 2           | 0           | 3           | 40     | 39     | +1     | 4      |
| 5       | Frankrijk                | 5           | 1           | 0           | 4           | 43     | 54     | -11    | 2      |
| 6       | Zuid-Korea               | 5           | 0           | 0           | 5           | 14     | 75     | -61    | 0      |

| Ronde        | Datum | Plaats    | Land  | Score                    | Land |
| ------------ | ----- | --------- | ----- | ------------------------ | ---- |
| Groepsfase   |       |           |       |                          |      |
| 21 september | Seoel | Australië | 11-13 | Bondsrepubliek Duitsland |      |
| 22 september | Seoel | Australië | 4-11  | Sovjet-Unie              |      |
| 23 september | Seoel | Australië | 5-7   | Italië                   |      |
| 26 september | Seoel | Frankrijk | 6-7   | Australië                |      |
| 27 september | Seoel | Australië | 13-2  | Zuid-Korea               |      |

| Groep 5-8e plaats |           |             |             |             |             |        |        |        |        |
| #                 | Land      | Wedstrijden | Wedstrijden | Wedstrijden | Wedstrijden | Punten | Punten | Punten | Punten |
| #                 | Land      | G           | W           | G           | V           | V      | T      | Saldo  | Punten |
| 1                 | Hongarije | 3           | 1           | 2           | 0           | 28     | 20     | +8     | 4      |
| 2                 | Spanje    | 3           | 1           | 1           | 1           | 24     | 23     | +1     | 3      |
| 3                 | Italië    | 3           | 1           | 1           | 1           | 25     | 25     | 0      | 3      |
| 4                 | Australië | 3           | 1           | 0           | 2           | 18     | 27     | -9     | 2      |

| Ronde        | Datum | Plaats    | Land | Score     | Land |
| ------------ | ----- | --------- | ---- | --------- | ---- |
| Groepsfase   |       |           |      |           |      |
| 30 september | Seoel | Australië | 8-7  | Spanje    |      |
| 1 oktober    | Seoel | Australië | 5-13 | Hongarije |      |

### Wielersport
| Olympiër                                                             | Discipline                    | Resultaat | Prestatie |
| Baan                                                                 | Baan                          | Baan      | Baan |
| -------------------------------------------------------------------- | ----------------------------- | --------- | --- |
| Gary Neiwand                                                         | sprint (m)                    | Brons     | kwalificatie: 2e in 10,563 1e ronde: W van ECU Mario Pons/ ARG Faris: 11,19 2e ronde: V van BEL Schoefs/ CAN Harnett 2e ronde herkansingen: W van FRA Colas: 11,57 kwartfinale: W van TCH Šustr: 2-0 halve finale: V van GDR Heßlich: 0-2 bronzen finale: W van GBR Alexander: 2-0 |
| Martin Vinnicombe                                                    | tijdrit (m)                   | Zilver    | 1.04,784 |
| Dean Woods                                                           | individuele achtervolging (m) | Zilver    | kwalificatie: 4e in 4.35,89 1e ronde: W van TCH Čermák: 4.36,49 kwartfinale: W van POL Dawidowicz: 4.35,11 halve finale: W van GDR Dittert: 4.35,02 finale: V van URS Oemaras: 4.35,00                                                                                             |
| Robert Burns                                                         | puntenkoers (m)               | 4e        | 28 punten |
| Brett Dutton Wayne McCarney Stephen McGlede Scott McGrory Dean Woods | ploegenachtervolging (m)      | Brons     | kwalificatie: 2e in 4.16,32 kwartfinale: W van Denemarken: 4.17,14 halve finale 1: V van Bondsrepubliek Duitsland: 4.21,83 bronzen finale: W van Frankrijk: 4.16,02 |
|                                                                      |                               |           | |
| Julie Speight                                                        | sprint (v)                    | 5e        | kwalificatie: 5e in 11,955 1e ronde: V van USA Paraskevin-Young 1e ronde herkansingen: W van KOR Jin-yeong: 13,04 kwartfinale 3: V van GDR Luding-Rothenburger: 0-2 |
| Weg                                                                  |                               |           | |
| Stephen Fairless                                                     | wegwedstrijd (m)              | DNF       | niet gefinisht |
| Edward Salas                                                         | wegwedstrijd (m)              | 6e        | 4:32.46 |
| Scott Steward                                                        | wegwedstrijd (m)              | DNF       | niet gefinisht |
| Stephen Fairless Bruce Keech Clayton Stevenson Scott Steward         | ploegentijdrit (m)            | 9e        | 2:02.24,6 |
|                                                                      |                               |           | |
| Donna Gould                                                          | wegwedstrijd (v)              | 27e       | 2:00.52 |
| Elizabeth Hepple                                                     | wegwedstrijd (v)              | 22e       | 2:00.52 |
| Kathleen Shannon                                                     | wegwedstrijd (v)              | 29e       | 2:00.52 |

### Worstelen
| Olympiër       | Discipline | Resultaat | Prestatie |
| Worstelen      | Worstelen  | Worstelen | Worstelen |
| -------------- | ---------- | --------- | --- |
| Daniel Cumming | -62kg (m)  | 17e       | groep A: 10e V van MGL Enkhee: 0-4 W van ESP Cáceres: 3-1 V van BUL Shterev: 0-4                                            |
| Cris Brown     | -68kg (m)  | 11e       | groep B: 6e W van ARG Navarreta: 3-1 W van TUR Şeker: 3-1 W van CAN McKay: 3-1 V van KOR Jang-Soon: 1-3 V van USA Carr: 0-3 |
| Walter Koenig  | -90kg (m)  | 23e       | groep A: 12e V van PAK Majeed Maruwala: 0-4 V van JPN Ota: 0-4                                                              |

### Zeilen
| Olympiër                               | Discipline      | Resultaat | Prestatie                             |
| -------------------------------------- | --------------- | --------- | ------------------------------------- |
| Christopher Lawrence                   | division II (m) | 10e       | 86,4 punten: (14-4-9-17-YMP-5-13)     |
| Christopher Pratt                      | finn (m)        | 12e       | 99,0 punten: (14-4-14-9-15-PMS-9)     |
|                                        |                 |           |                                       |
| Karyn Davis Nicola Green               | 470 (v)         | 6e        | 57,0 punten: (2-14-14-10-2-9-1)       |
|                                        |                 |           |                                       |
| David Connor Gary Smith                | flying dutchman | 17e       | 108,0 punten: (21-13-8-16-4-18-15)    |
| Roger Colman Bradley Schafferius       | tornado         | 11e       | 97,0 punten: (7-13-7-10-13-11-opgave) |
| Colin Beashel Gregory Torpy            | star            | 7e        | 66,4 punten: (4-8-13-6-12-6-2)        |
| Matthew Percy Glenn Read Robert Wilmot | soling          | 14e       | 98,0 punten: (10-5-15-13-12-16-8)     |

### Zwemmen
| Olympiër                                                                     | Discipline            | Resultaat | Prestatie                                         |
| ---------------------------------------------------------------------------- | --------------------- | --------- | ------------------------------------------------- |
| Andrew Baildon                                                               | 50m vrije slag (m)    | 8e        | serie 8: 2e in 22,99 finale: 8e in 23,15          |
| Tom Stachewicz                                                               | 50m vrije slag (m)    | 27e       | serie 6: 4e in 23,72                              |
| Andrew Baildon                                                               | 100m vrije slag (m)   | 6e        | serie 9: 3e in 50,34 finale: 6e in 50,13          |
| Tom Stachewicz                                                               | 100m vrije slag (m)   | 9e        | serie 9: 6e in 50,90 finale B: 1e in 50,71        |
| Duncan Armstrong                                                             | 200m vrije slag (m)   | Goud      | serie 8: 2e in 1.48,86 finale: 1e in 1.47,25 (WR) |
| Tom Stachewicz                                                               | 200m vrije slag (m)   | 11e       | serie 6: 6e in 1.51,02 finale B: 3e in 1.50,83    |
| Duncan Armstrong                                                             | 400m vrije slag (m)   | Zilver    | serie 7: 3e in 3.50,64 finale: 2e in 3.47,15      |
| Ian Brown                                                                    | 400m vrije slag (m)   | 11e       | serie 6: 4e in 3.51,09 finale B: 5e in 3.54,63    |
| Michael McKenzie                                                             | 1500m vrije slag (m)  | 11e       | serie 4: 5e in 15.19,36                           |
| Jason Plummer                                                                | 1500m vrije slag (m)  | 15e       | serie 5: 5e in 15.22,85 finale B: 5e in 3.54,63   |
| Simon Upton                                                                  | 100m rugslag (m)      | 32e       | serie 5: 8e in 59,06                              |
| Carl Wilson                                                                  | 100m rugslag (m)      | 27e       | serie 7: 7e in 58,40                              |
| Simon Upton                                                                  | 200m rugslag (m)      | 22e       | serie 6: 7e in 2.05,08                            |
| Ian McAdam                                                                   | 100m schoolslag (m)   | 22e       | serie 5: 3e in 1.04,56                            |
| Ian McAdam                                                                   | 200m schoolslag (m)   | 21e       | serie 7: 7e in 2.19,68                            |
| Jon Sieben                                                                   | 100m vlinderslag (m)  | 4e        | serie 7: 3e in 53,85 finale: 4e in 53,33          |
| David Wilson                                                                 | 100m vlinderslag (m)  | 20e       | serie 4: 1e in 55,54                              |
| Martin Roberts                                                               | 200m vlinderslag (m)  | 16e       | serie 4: 4e in 2.00,32 finale B: 8e in 2.04,28    |
| David Wilson                                                                 | 200m vlinderslag (m)  | 6e        | serie 5: 1e in 1.59,02 finale: 6e in 1.59,20      |
| Robert Bruce                                                                 | 200m wisselslag (m)   | 6e        | serie 7: 1e in 2.04,31 finale: 6e in 2.04,34      |
| Rob Woodhouse                                                                | 200m wisselslag (m)   | 17e       | serie 8: 5e in 2.05,87                            |
| Robert Bruce                                                                 | 400m wisselslag (m)   | 11e       | serie 3: 4e in 4.25,15 finale B: 3e in 4.24,33    |
| Rob Woodhouse                                                                | 400m wisselslag (m)   | 14e       | serie 5: 6e in 4.25,60 finale B: 6e in 4.26,147   |
| Duncan Armstrong Ian Brown Jason Plummer Martin Roberts Tom Stachewicz       | 4x200m vrije slag (m) | 4e        | serie 1: 3e in 7.21,46 finale: 4e in 7.15,23      |
| Andrew Baildon Ian McAdam Jon Sieben Carl Wilson                             | 4x100m wisselslag (m) | 6e        | serie 2: 3e in 3.47,40 finale: 6e in 3.45,85      |
|                                                                              |                       |           |                                                   |
| Karen Van Wirdum                                                             | 50m vrije slag (v)    | 8e        | serie 7: 4e in 26,12 finale: 8e in 26,01          |
| Susie Baumer                                                                 | 100m vrije slag (v)   | 22e       | serie 4: 1e in 57,76                              |
| Karen Van Wirdum                                                             | 100m vrije slag (v)   | 14e       | serie 6: 3e in 56,84 finale B: 6e in 57,04        |
| Susie Baumer                                                                 | 200m vrije slag (v)   | 26e       | serie 4: 8e in 2.04,82                            |
| Sheridan Burge-Lopez                                                         | 200m vrije slag (v)   | 20e       | serie 5: 7e in 2.03,42                            |
| Sheridan Burge-Lopez                                                         | 400m vrije slag (v)   | 9e        | serie 3: 3e in 4.12,77 finale B: 1e in 4.10,21    |
| Janelle Elford                                                               | 400m vrije slag (v)   | 5e        | serie 2: 2e in 4.11,07 finale: 5e in 4.10,64      |
| Janelle Elford                                                               | 800m vrije slag (v)   | 6e        | serie 2: 2e in 8.32,14 finale: 6e in 8.30,94      |
| Julie M. McDonald                                                            | 800m vrije slag (v)   | Brons     | serie 4: 1e in 8.29,68 finale: 3e in 8.22,93      |
| Nicole Livingstone-Stevenson                                                 | 100m rugslag (v)      | 7e        | serie 6: 3e in 1.03,26 finale: 7e in 1.04,15      |
| Karen Lord                                                                   | 100m rugslag (v)      | 17e       | serie 6: 6e in 1.04,69                            |
| Nicole Livingstone-Stevenson                                                 | 200m rugslag (v)      | 5e        | serie 5: 3e in 2.14,81 finale: 5e in 2.13,43      |
| Karen Lord                                                                   | 200m rugslag (v)      | 14e       | serie 5: 4e in 2.16,9 finale B: 6e in 2.18,78     |
| Lara Hooiveld                                                                | 100m schoolslag (v)   | 15e       | serie 6: 6e in 1.11,40 finale B: 7e in 1.11,26    |
| Lara Hooiveld                                                                | 200m schoolslag (m)   | 30e       | serie 3: 5e in 2.39,97                            |
| Fiona Alessandri                                                             | 100m vlinderslag (v)  | 13e       | serie 6: 5e in 1.01,90 finale B: 5e in 1.02,51    |
| Donna Procter                                                                | 200m vlinderslag (v)  | 17e       | serie 4: 8e in 2.18,17                            |
| Jodie Clatworthy                                                             | 200m wisselslag (v)   | 4e        | serie 3: 2e in 2.17,29 finale: 4e in 2.16,31      |
| Donna Procter                                                                | 200m wisselslag (v)   | 19e       | serie 2: 1e in 2.21,79                            |
| Jodie Clatworthy                                                             | 400m wisselslag (v)   | 6e        | serie 3: 3e in 4.44,26 finale: 6e in 4.45,86      |
| Donna Procter                                                                | 400m wisselslag (v)   | 8e        | serie 2: 1e in 4.47,57 finale: 8e in 4.47,51      |
| Fiona Alessandri Lara Hooiveld Nicole Livingstone-Stevenson Karen Van Wirdum | 4x100m wisselslag (v) | 4e        | serie 1: 1e in 4.14,32 finale: 4e in 4.11,57      |

Afghanistan · Algerije · Amerikaanse Maagdeneilanden · Amerikaans-Samoa · Andorra · Angola · Antigua en Barbuda · Argentinië · Aruba · Australië · Bahama’s · Bahrein · Bangladesh · Barbados · België · Belize · Benin · Bermuda · Bhutan · Birma · Bolivia · Bondsrepubliek Duitsland · Botswana · Brazilië · Britse Maagdeneilanden · Brunei · Bulgarije · Burkina Faso · Canada · Centraal-Afrikaanse Republiek · Chili · China · Chinees Taipei · Colombia · Congo-Brazzaville · Cookeilanden · Costa Rica · Cyprus · Denemarken · Djibouti · Dominicaanse Republiek · Duitse Democratische Republiek · Ecuador · Egypte · El Salvador · Equatoriaal-Guinea · Fiji · Filipijnen · Finland · Frankrijk · Gabon · Gambia · Ghana · Grenada · Griekenland · Groot-Brittannië · Guam · Guatemala · Guinee · Guyana · Haïti · Honduras · Hongarije · Hongkong · Ierland · IJsland · India · Indonesië · Irak · Iran · Israël · Italië · Ivoorkust · Jamaica · Japan · Joegoslavië · Jordanië · Kaaimaneilanden · Kameroen · Kenia · Koeweit · Laos · Lesotho · Libanon · Liberia · Libië · Liechtenstein · Luxemburg · Malawi · Malediven · Maleisië · Mali · Malta · Marokko · Mauritanië · Mauritius · Mexico · Monaco · Mongolië · Mozambique · Nederland · Nederlandse Antillen · Nepal · Nieuw-Zeeland · Niger · Nigeria · Noord-Jemen · Noorwegen · Oeganda · Oman · Oostenrijk · Pakistan · Panama · Papoea-Nieuw-Guinea · Paraguay · Peru · Polen · Portugal · Puerto Rico · Qatar · Roemenië · Rwanda · Saint Vincent en de Grenadines · Salomonseilanden · Samoa · San Marino · Saoedi-Arabië · Senegal · Sierra Leone · Singapore · Soedan · Somalië · Sovjet-Unie · Spanje · Sri Lanka · Suriname · Swaziland · Syrië · Tanzania · Thailand · Togo · Tonga · Trinidad en Tobago · Tsjaad · Tsjecho-Slowakije · Tunesië · Turkije · Uruguay · Vanuatu · Venezuela · Verenigde Arabische Emiraten · Verenigde Staten · Vietnam · Zaïre · Zambia · Zimbabwe · Zuid-Jemen · Zuid-Korea · Zweden · Zwitserland